# Modello F24

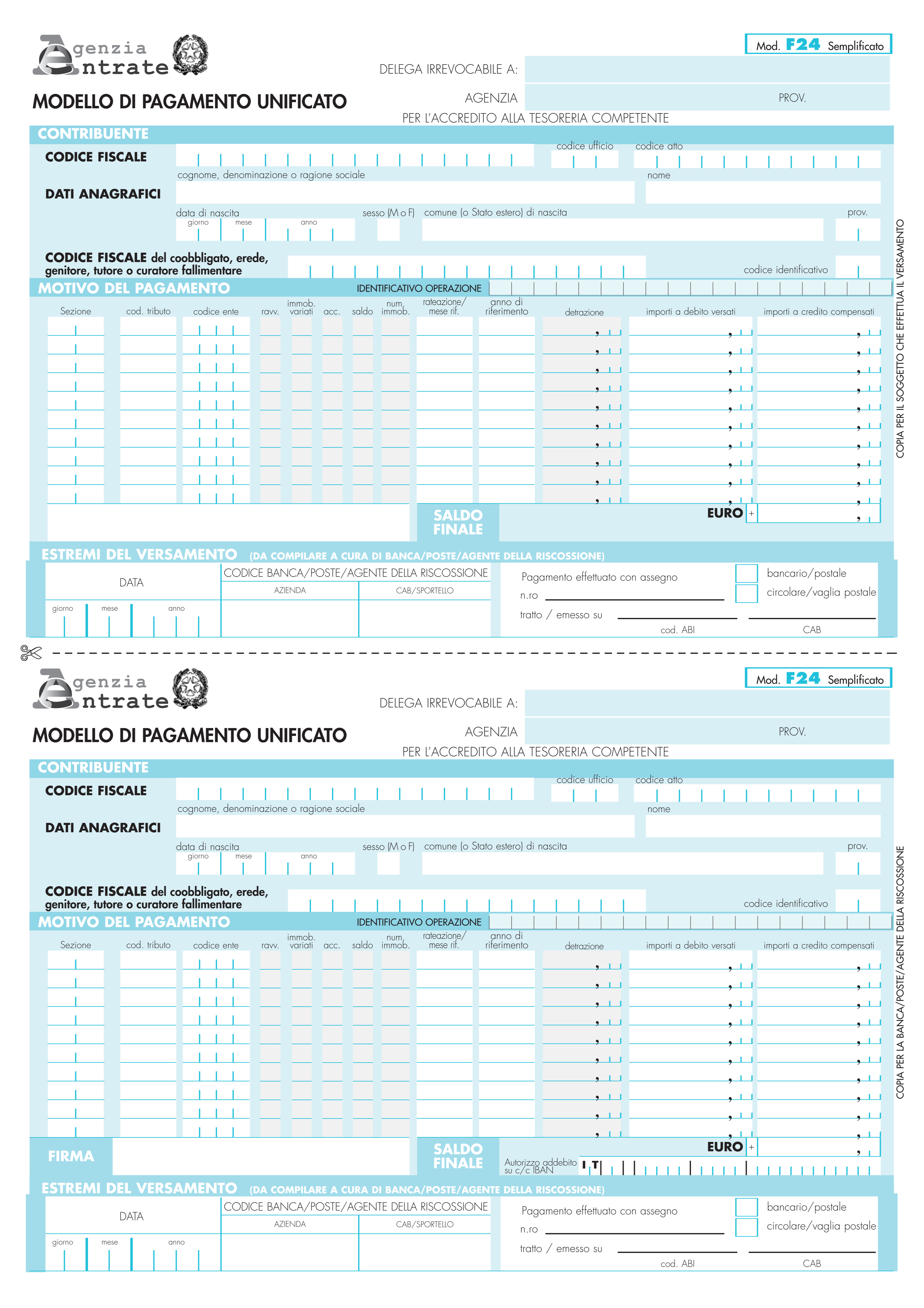
Modello F24

Il Modello F24 è utilizzato in Italia per il pagamento di gran parte delle imposte, delle tasse e dei contributi, sostituendo altri precedenti modelli, ciascuno valido per un tipo differente di tributo.

## Tributi per il quale può essere utilizzato
- Imposte sui redditi e ritenute alla fonte;
- Imposta sul valore aggiunto (IVA);
- Imposta municipale propria (IMU) per tutti i comuni;
- Imposte sostitutive delle imposte sui redditi e dell'Iva;
- Imposta regionale sulle attività produttive (IRAP);
- Addizionale regionale all'Imposta sul reddito delle persone fisiche (IRPEF);
- Addizionale comunale all'Imposta sul reddito delle persone fisiche (IRPEF);
- Contributi e premi INPS, INAIL, ENPALS, INPDAI, INPDAP;
- Tributo per i servizi indivisibili (TASI);
- Diritti camerali;
- Interessi nei pagamenti a rate;
- Ritenute d'acconto;
- Tassa sui rifiuti (TARI)
- Canone televisivo

È inoltre utilizzato per pagare tutte le somme (compresi interessi e sanzioni) in caso di:
- Liquidazione e controllo formale della dichiarazione;
- Avviso di accertamento;
- Avviso di irrogazione sanzioni;
- Accertamento con adesione (concordato);
- Conciliazione giudiziale;
- Ravvedimento.

Per le accise c'è un modello F24 modificato, "F24 Accise".

## Compensazione dei tributi
Una delle funzioni del modello F24 è la possibilità di compensare i crediti del pagatore con ogni debito presente nel modello.
Questa possibilità, specialmente per le imprese, ha rappresentato una grande agevolazione. Non è necessario attendere il rimborso del credito, la procedura spesso necessita di vari anni, ma è possibile utilizzarlo per ridurre i pagamenti.
Uno dei casi più frequenti per le imprese riguarda la compensazione dei crediti IVA con i debiti per contributi di lavoro dipendente.
Per verificare la possibilità di utilizzare il credito in compensazione è necessario far riferimento alla normativa sul tributo.
Per alcuni tipi di debito il legislatore prescrive la non compensabilità con un credito. Un esempio: il pagamento per il condono del 2002.
A partire dall'entrata in vigore del Decreto Legge 50/2017, i titolari di partita IVA possono avvalersi della compensazione solo presentando il relativo modello F24 tramite un intermediario abilitato. Inoltre, per importi superiori ad euro 5.000,00 è necessario far apporre il visto di conformità da un professionista iscritto negli appositi elenchi dell'Agenzia delle Entrate.

## Schema di funzionamento del modello
Il modello si divide in sezioni.
In alto ci sono le informazioni anagrafiche relative al contribuente. I dati sono:
- il codice fiscale,
- i dati anagrafici,
- il domicilio fiscale.

Seguono le sezioni, dove occorre indicare tipo di tributo e importo da pagare o da compensare. Per ogni tipo di imposta, di tassa o di contributo deve essere utilizzata una riga. A sinistra devono essere riportati i dati identificativi del tributo, a destra sono presenti due colonne, una per il debito e una per il credito.
Il modello F24 ha uno schema aperto: è il pagatore che inserisce il codice del tributo. Il vantaggio è che in caso di nuovi tributi non è necessario cambiare il modello.
Il modello è diviso in sezioni, ognuna per un diverso percettore. Le sezioni sono le seguenti:
- erario: per lo Stato. I codici delle imposte sono di quattro cifre (ad es. 1040 per il pagamento delle ritenute d'acconto dei lavoratori autonomi e 60xx per l'IVA);
- INPS: per l'INPS. Sono i contributi dovuti all'istituto per lavoratori dipendenti, lavoratori a progetto, associati in partecipazione e altre categorie;
- regioni: per i tributi di competenza regionale come l'Irap e per l'addizionale regionale all'Irpef;
- ICI/IMU e altri tributi locali: per i tributi di competenza comunale, come l'addizionale comunale all'Irpef e l'ICI
- altri enti previdenziali ed assicurativi: riservata ai pagamenti verso l'Inail.

Esiste un formato alternativo del modello, di colore grigio anziché azzurro, in cui la sezione "altri enti previdenziali e assicurativi" viene sostituita dalla sezione "accise e altri tributi non compensabili". Questo modello viene utilizzato per il pagamento delle accise di fabbricazione da parte delle aziende petrolifere.

## Modalità di versamento
Il pagamento può essere effettuato presso gli sportelli di qualunque concessionario o banca convenzionata e presso gli uffici postali, come segue:
- in contanti;
- con carta PagoBancomat, presso gli sportelli abilitati;
- con carta Postamat, con addebito su conto corrente postale, presso qualunque ufficio postale;
- con assegno bancario o postale tratto dal contribuente a favore di sé stesso o con assegno circolare o vaglia postale emesso all'ordine dello stesso contribuente e girato per l'incasso alla banca/Posta. L'assegno o il vaglia devono essere di importo pari al SALDO (M - N) dell'F24. Se l'assegno postale è utilizzato per pagare tramite Posta, l'operazione deve essere eseguita all'ufficio postale ove è radicato il conto corrente. Se l'assegno è scoperto o non pagabile il pagamento si considera omesso.
- con assegno circolare e vaglia cambiario, presso i concessionari.

Il modello si compone di tre copie. Quando si paga una copia viene timbrata e restituita, le altre due sono trattenute dallo sportello.
Il servizio F24 online permette la compilazione a casa del modello dal sito dell'Agenzia delle entrate. L'importo verrà automaticamente addebitato.
Per utilizzare il servizio è necessario essere titolari di un conto corrente presso una delle banche che hanno stipulato apposita convenzione.
Diverse banche offrono la possibilità di compilare e pagare il modello F24 via internet, mediante i servizi di:
- home banking, per i privati,
- internet corporate banking, per le imprese.

Con questi servizi è possibile anche il pagamento per conto terzi: commercialisti e patronati possono compilare gli F24 dei propri clienti e addebitare gli importi sui loro conti correnti. Per fare ciò i clienti firmano una delega ad operare per proprio conto a favore dei commercialisti o dei patronati.
Non è ancora possibile utilizzare SEPA Credit Transfer che permetterebbe il pagamento dei tributi anche dall'estero senza necessità di utilizzare banche convenzionate con l'Agenzia delle Entrate. Il pagamento dall'estero è comunque possibile con una qualsiasi carta di credito MasterCard o Visa e un account online Poste Italiane Archiviato il 22 agosto 2018 in Internet Archive..
Il decreto Bersani bis ha obbligato alcune categorie di contribuenti in possesso di partita IVA ad effettuare il pagamento telematico con l'F24. Questo obbligo è stato esteso, con decorrenza 1º gennaio 2007, agli altri titolari di partita IVA.

## Tipologie di modelli F24
Oltre al modello F24 ordinario esistono anche:

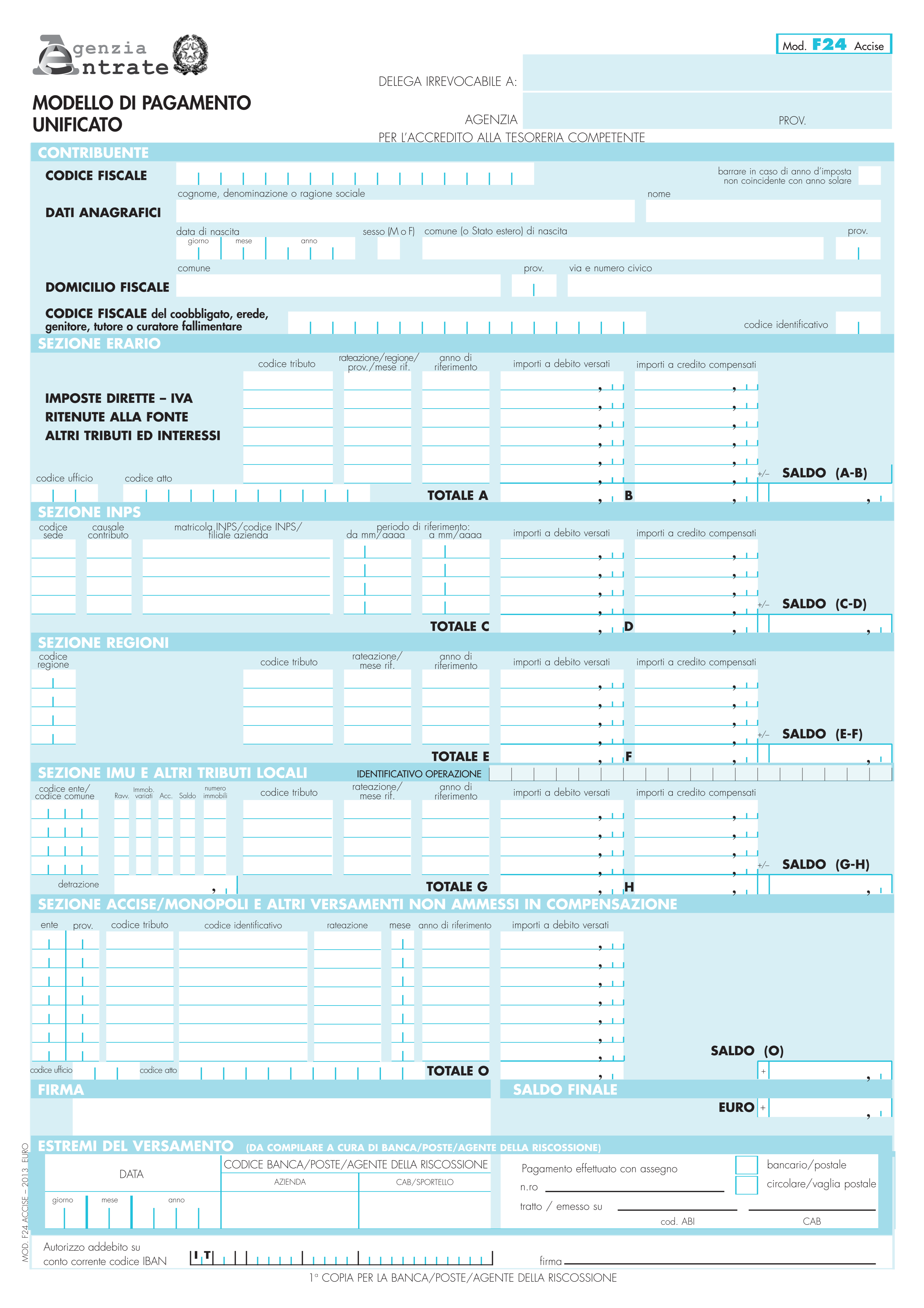
F24 Accise - Utilizzato per pagare le Accise
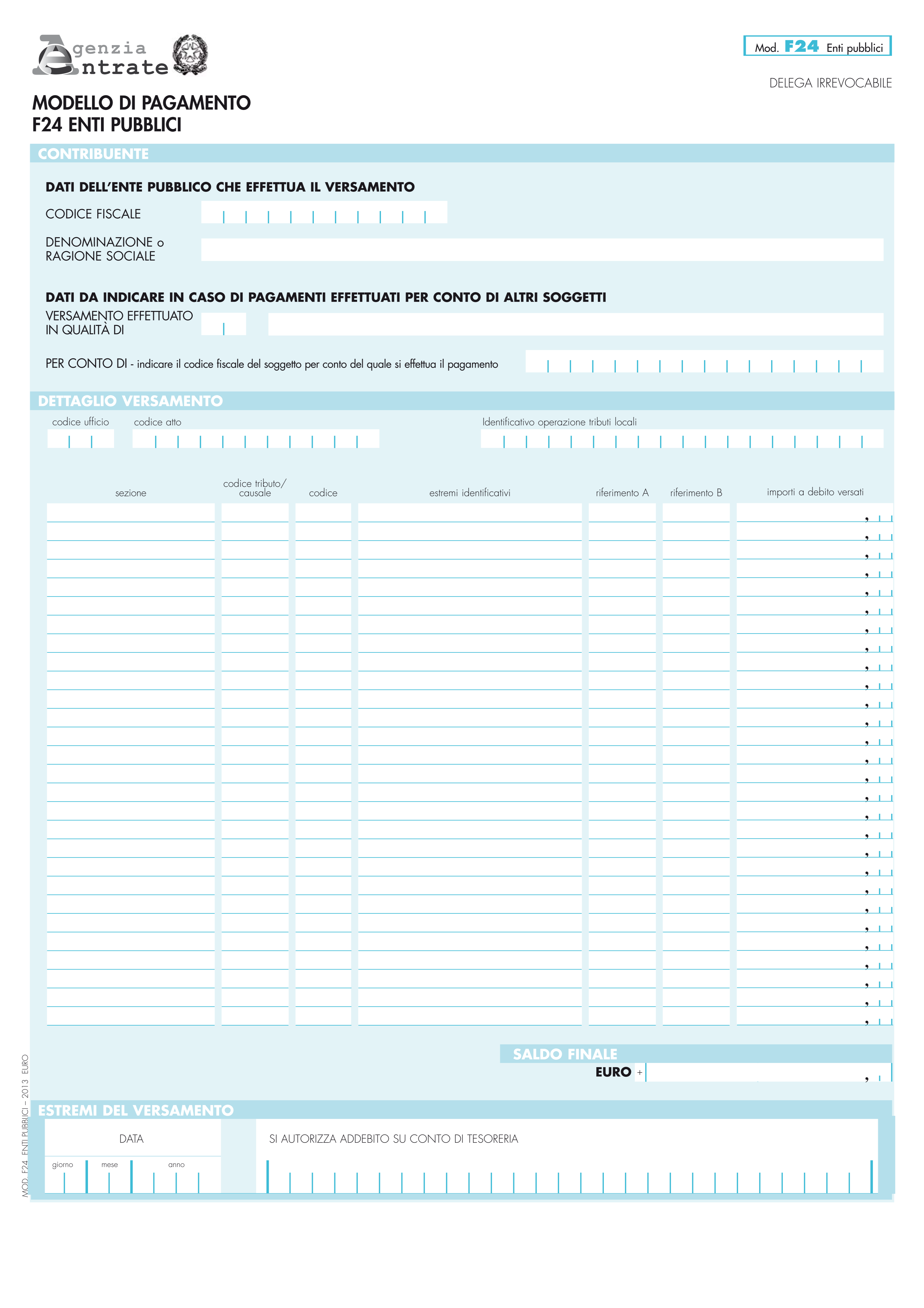
F24 EP - Utilizzato per i pagamenti degli enti pubblici all'erario
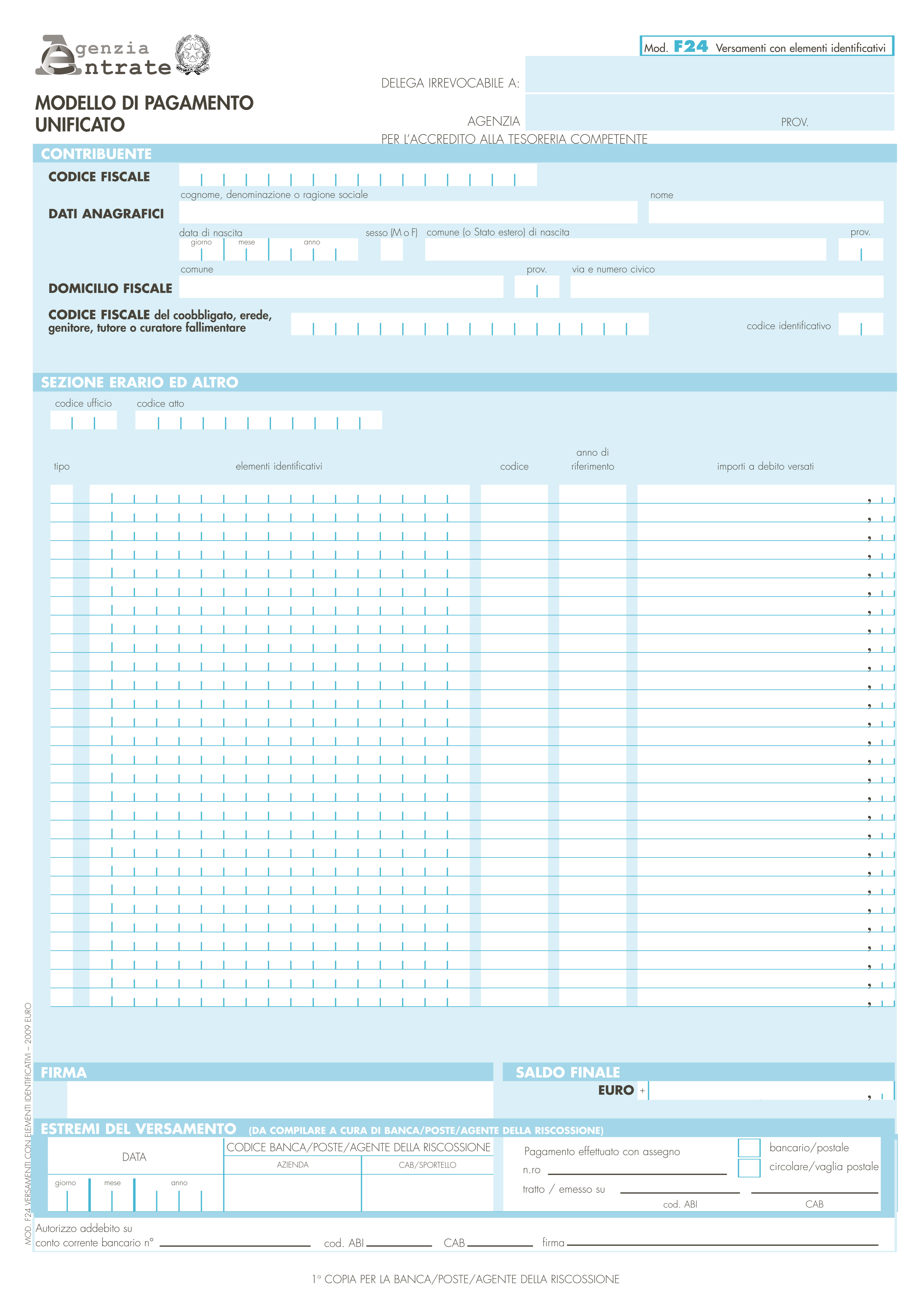
F24 Elementi identificativi - Utilizzato per gli acquisti di auto da immatricolare provenienti da stati membri della Unione europea
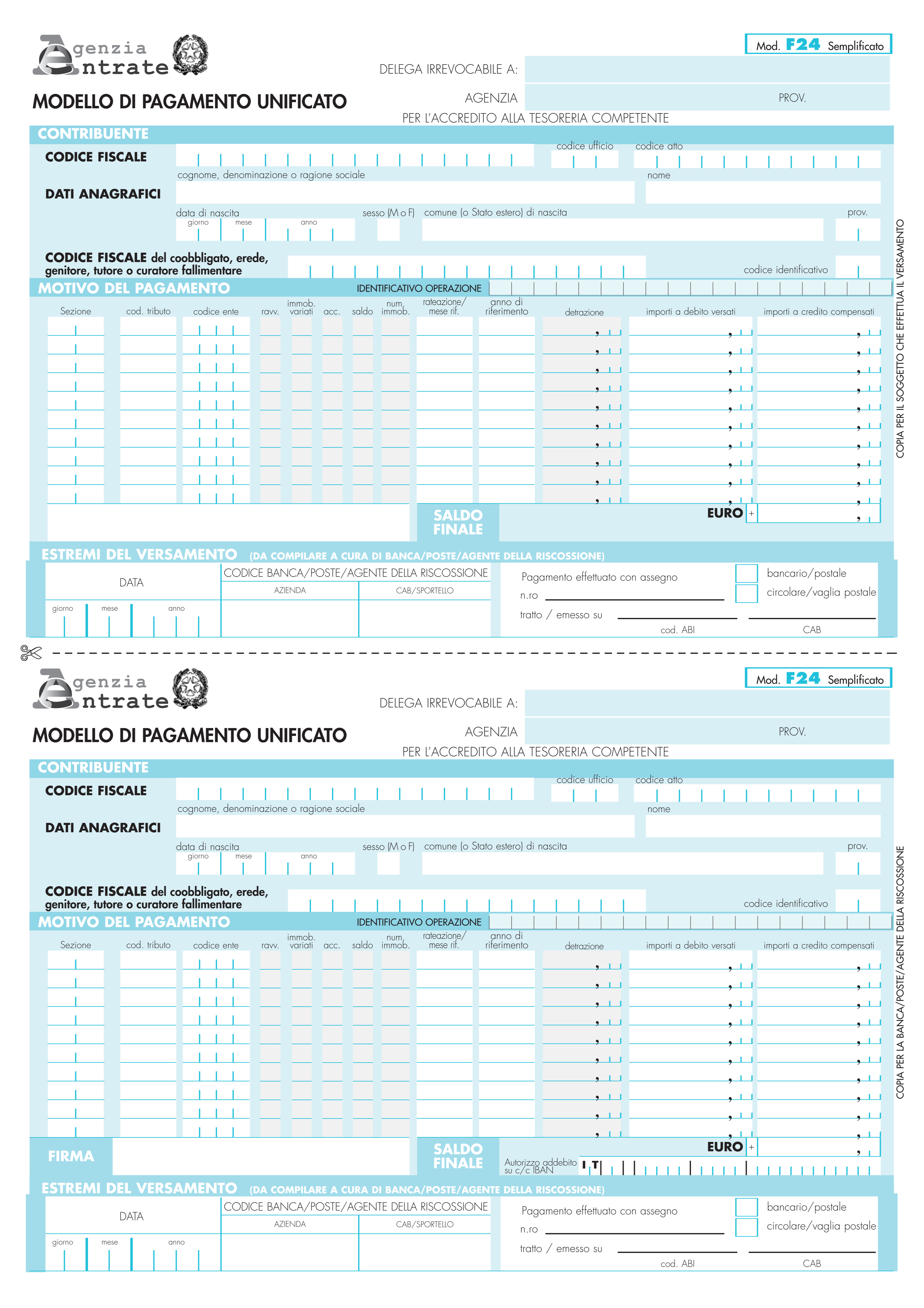
F24 Semplificato - Utilizzato per le imposte erariali, regionali e degli enti locali.